# Pseudoclitocybe cyathiformis
Pseudoclitocybe cyathiformis, comúnmente conocida como seta embudada, es una especie de hongo de la familia Tricholomataceae, y del género Pseudoclitocybe. Jean Baptiste François Pierre Bulliard fue el primero en describirlo como Agaricus cyathiformis en 1786, para ser transferido más tarde al género Pseudoclitocybe por Rolf Singer en 1956. El hongo se encuentra en América del Norte y Europa.

## Galería de imágenes

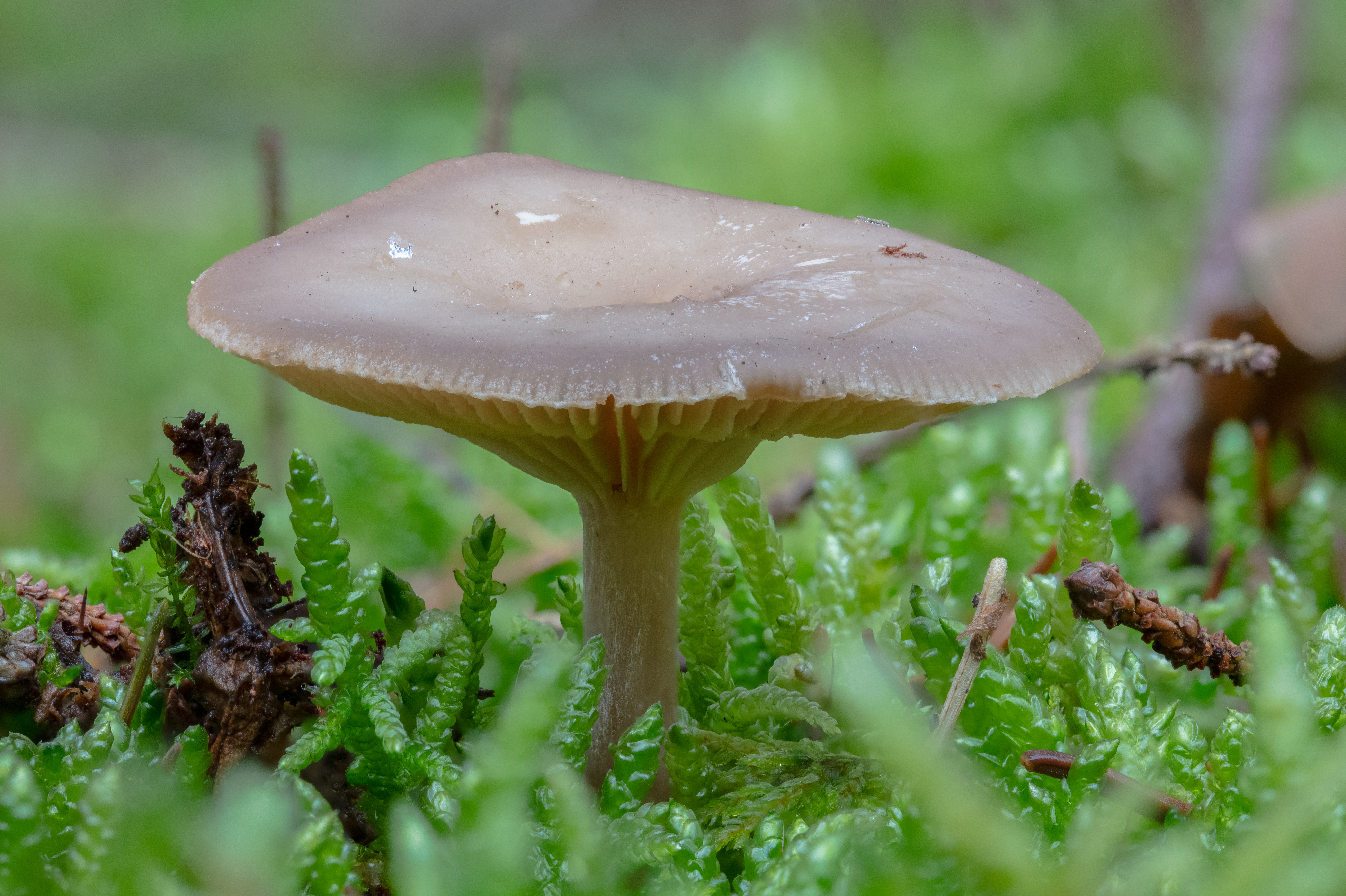
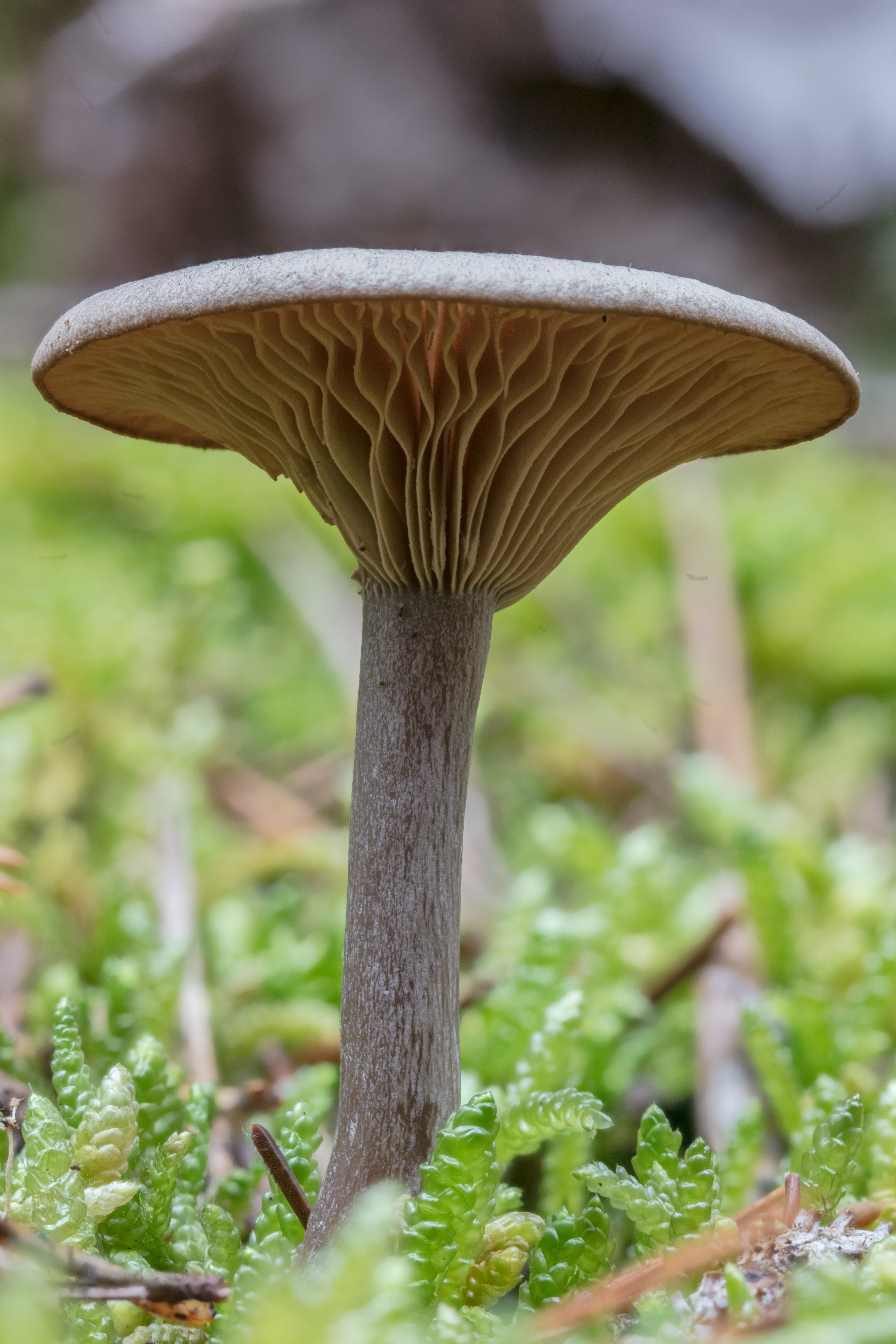
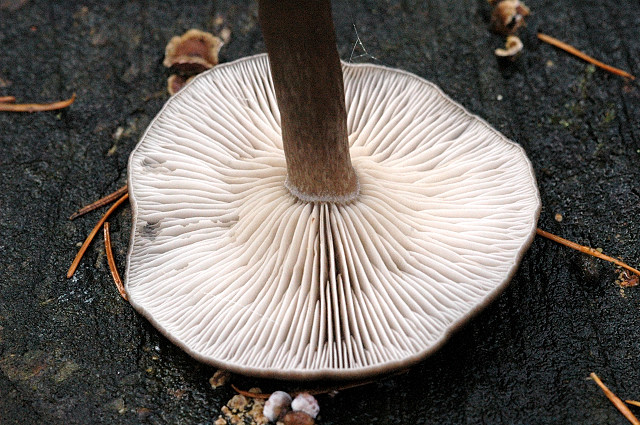
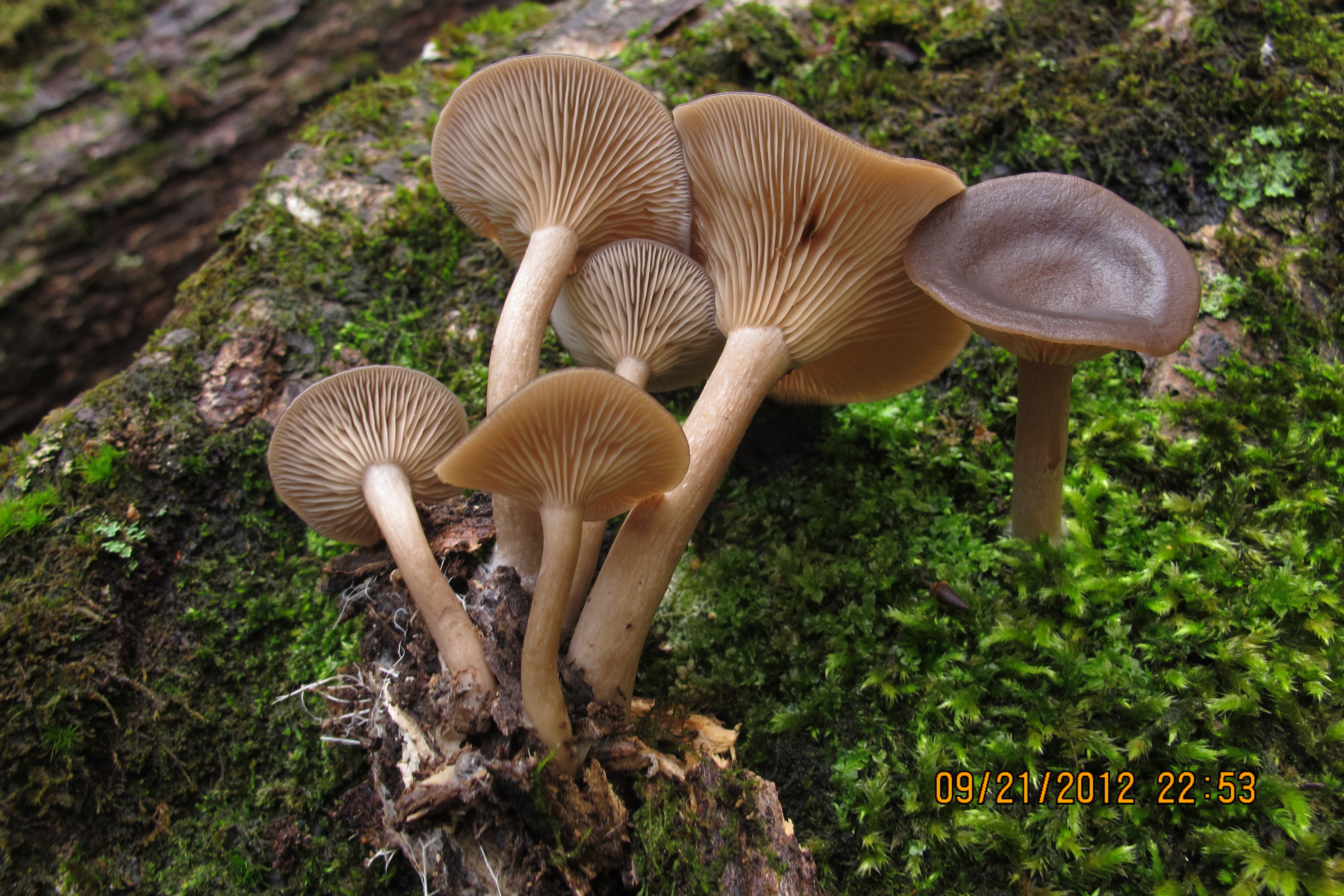
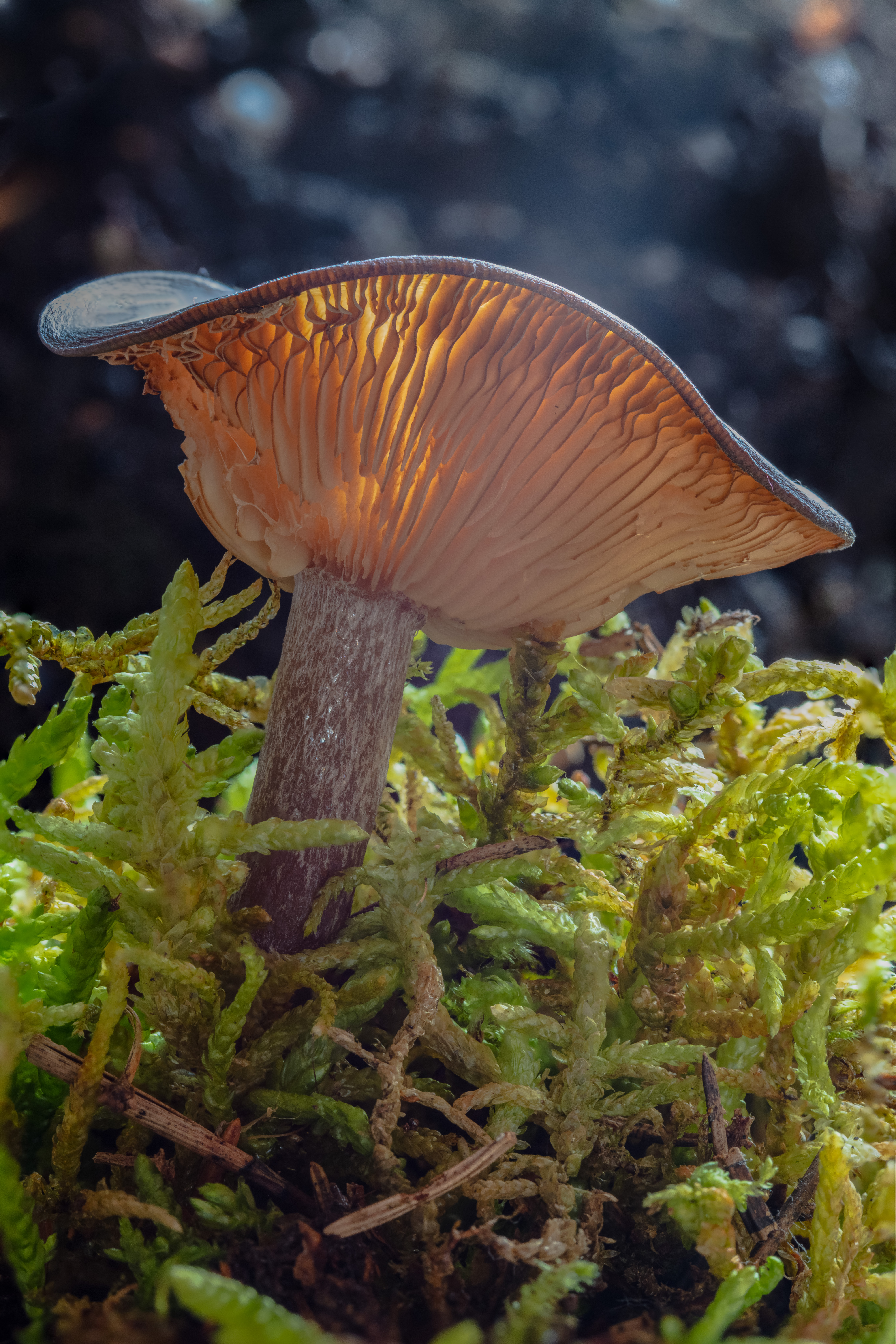
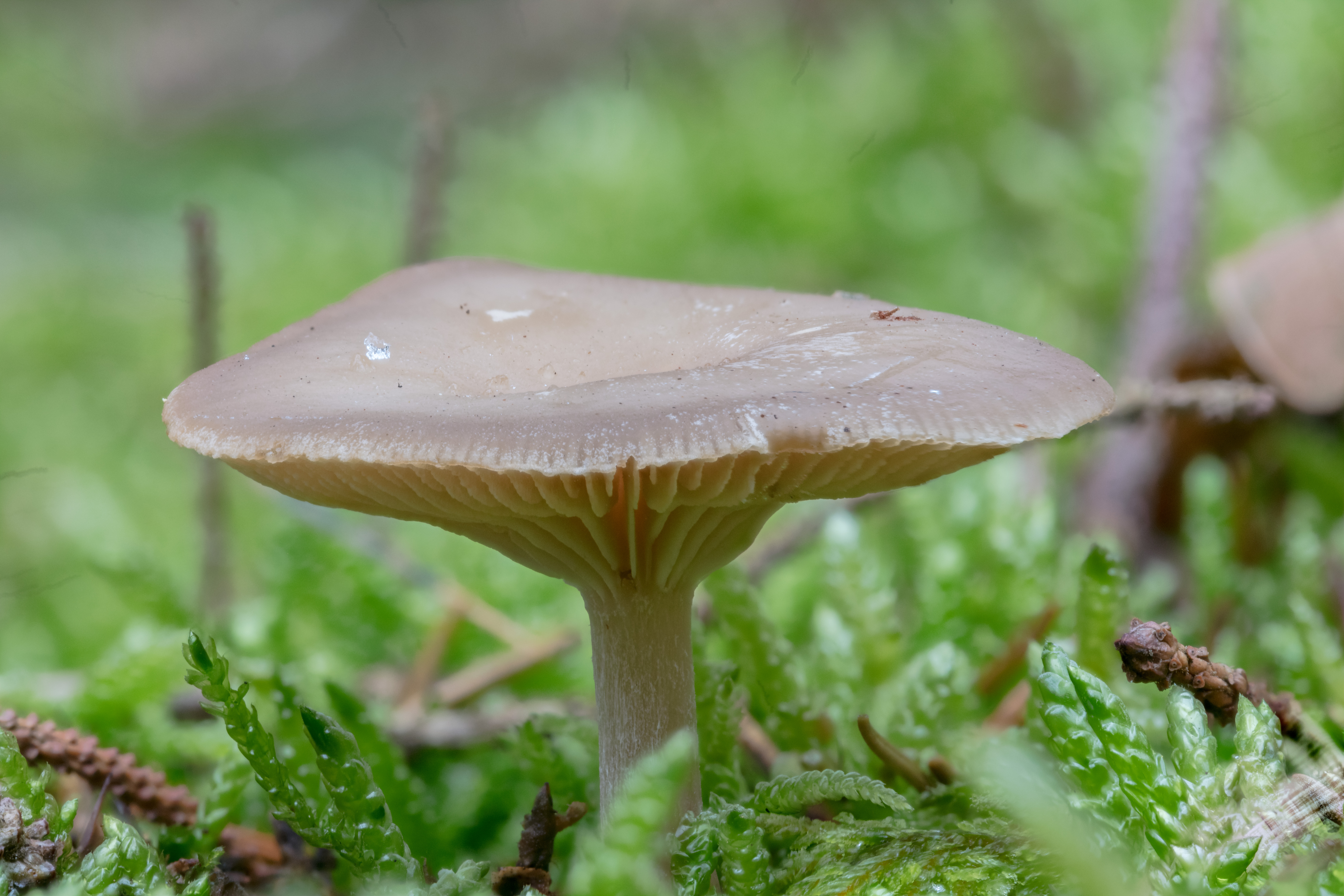